# 新井光
新井 光（あらい ひかる、1939年1月1日 - 2003年12月31日）は、日本の脚本家。東京都出身。
高久進に師事し、1970年テレビドラマ『ケンちゃんトコちゃん』で脚本家デビュー。1980年代以降は『西部警察』『あぶない刑事』などの中核ライターを務め、日本の刑事アクションドラマを大きく支えた。
2003年12月31日、肺がんのため死去。64歳没。

## 主な作品

### テレビドラマ
- ケンちゃんトコちゃん
- 魔人ハンター ミツルギ
- ザ・ボディガード
- 電人ザボーガー
- ザ・ゴリラ7
- 秘密戦隊ゴレンジャー
- Gメン'75
- 大非常線
- 隠し目付参上
- ジャッカー電撃隊
- 大都会 PARTIII
- 西部警察
- 走れ!熱血刑事
- ただいま絶好調!
- あぶない刑事
- あきれた刑事
- ゴリラ・警視庁捜査第8班
- 勝手にしやがれヘイ!ブラザー

### テレビアニメ
- ブロッカー軍団IVマシーンブラスター
- 超合体魔術ロボ ギンガイザー
- 大空魔竜ガイキング
- 女王陛下のプティアンジェ
- くじらのホセフィーナ
- ルパン三世 PARTIII